# سد وسیتا هفن
سد وسیتا هفن (به عربی: سد وسیطاء الحفن) یک سد در عربستان سعودی است.